# EHF Challenge Cup der Frauen 2008/09
Am EHF Challenge Cup 2008/09 nahmen 34 Handball-Vereinsmannschaften teil, die sich in der vorangegangenen Saison in ihren Heimatländern für den Wettbewerb qualifiziert hatten. Es war die 9. Austragung des Challenge Cups unter diesem Namen. Die Pokalspiele begannen am 3. Oktober 2008, das Rückrundenfinale fand am 16. Mai 2009 statt. Titelverteidiger des EHF Challenge Cups war der deutsche Verein  VfL Oldenburg . Der Titelgewinner in der Saison war der französische Verein  HBC Nîmes .

## 1. Runde
Es nahmen 4 Teams, die sich vorher für den Wettbewerb qualifiziert hatten, teil. Die Spiele fanden vom 3. Oktober bis 5. Oktober 2008 statt.

### Qualifizierte Teams
| Gruppe A - ŽRK Željeznčar Hadžići - TJ Hazena Jindrichuv Hradec - ŽRK Ambalaza Kabran Kavadarci - Fortissimo Cothen |

### Gruppe A
Das Turnier der Gruppe A fand vom 3. Oktober bis 5. Oktober 2008 in Cothen, Niederlande statt.
Der Tabellenerste und zweite qualifizierte sich für die 2. Runde. Die zwei Letzten schieden aus dem Turnier aus.
| Pl. | Mannschaft                    | Sp. | S | U | N | T  | GT | Diff | Pkt   |
| --- | ----------------------------- | --- | - | - | - | -- | -- | ---- | ----- |
| 1.  | Fortissimo Cothen             | 3   | 3 | 0 | 0 | 78 | 58 | +20  | 6 : 0 |
| 2.  | TJ Hazena Jindrichuv Hradec   | 3   | 2 | 0 | 1 | 70 | 66 | +4   | 4 : 2 |
| 3.  | ŽRK Ambalaza Kabran Kavadarci | 3   | 1 | 0 | 2 | 79 | 76 | +3   | 2 : 4 |
| 4.  | ŽRK Željeznčar Hadžići        | 3   | 0 | 0 | 3 | 70 | 97 | −27  | 0 : 6 |

| 3. Oktober 2008, 18:00 Uhr in Cothen | 300 Zuschauer Spielbericht | TJ Hazena Jindrichuv Hradec   | 28 : 25 (16 : 13) | ŽRK Željeznčar Hadžići        |
| 3. Oktober 2008, 20:00 Uhr in Cothen | 400 Zuschauer Spielbericht | ŽRK Ambalaza Kabran Kavadarci | 20 : 27 (7 : 15)  | Fortissimo Cothen             |
| 4. Oktober 2008, 18:00 Uhr in Cothen | 300 Zuschauer Spielbericht | Fortissimo Cothen             | 18 : 17 (8 : 7)   | TJ Hazena Jindrichuv Hradec   |
| 4. Oktober 2008, 20:00 Uhr in Cothen | 200 Zuschauer Spielbericht | ŽRK Željeznčar Hadžići        | 24 : 36 (8 : 18)  | ŽRK Ambalaza Kabran Kavadarci |
| 5. Oktober 2008, 12:00 Uhr in Cothen | 300 Zuschauer Spielbericht | ŽRK Željeznčar Hadžići        | 21 : 33 (12 : 18) | Fortissimo Cothen             |
| 5. Oktober 2008, 14:00 Uhr in Cothen | 300 Zuschauer Spielbericht | TJ Hazena Jindrichuv Hradec   | 25 : 23 (12: 10)  | ŽRK Ambalaza Kabran Kavadarci |

## 2. Runde
Es nahmen der Gruppensieger sowie der Gruppenzweiten der ersten Runde und 30 Teams, die sich vorher für den Wettbewerb qualifiziert hatten, teil. Die Spiele fanden vom 1. November – 9. November 2008 statt.

### Qualifizierte Teams
| - SSV Dornbirn/Schoren - WAT Atzgersdorf - ŽRK Jedinstvo Tuzla - HC Victory Regia Minsk - ŽRK Trogir - TJ Hazena Jindrichuv Hradec - DHC Slavia Prag - Cercle Dijon Bourgogne - HBC Nîmes - Pro Vital Blomberg-Lippe - Thüringer HC - Megas Alexandros Giannitsa - O.F.N. Ionias - Fram Reykjavík - Sarti Ariosto Ferrara - Casalgrande Padana | - ŽRK Vardar Skopje - Fortissimo Cothen - Zeeman Vastgoed SEW - Carlos Astol Jelenia Gora - Colegio Joao de Barros - CD Gil Eanes-Lagos - RK Olimpija Ljubljana - ORK Vrnjačka Banja - ŽRK Knjaz Milos - LK Zug HB - TV Uster - SKP HK Banská Bystrica - Izmir BSB SK - Cankaya Beld - HC Smart - Podatkova Akademia Irpin |

### Ausgeloste Spiele & Ergebnisse
| Mannschaft 1             | Mannschaft 2                | Hinspiel                      | Rückspiel                     | Gesamt  |
| ------------------------ | --------------------------- | ----------------------------- | ----------------------------- | ------- |
| WAT Atzgersdorf          | ŽRK Knjaz Milos             | 01.11.08                      | 08.11.08                      | 52 : 73 |
| WAT Atzgersdorf          | ŽRK Knjaz Milos             | 23 : 38 (10 : 21)             | 29 : 35 (16 : 20)             | 52 : 73 |
| WAT Atzgersdorf          | ŽRK Knjaz Milos             | Wien 300 Zuschauer            | Arandjelovac 500 Zuschauer    | 52 : 73 |
| HC Victory Regia Minsk   | Carlos Astol Jelenia Gora   | 02.11.08                      | 08.11.08                      | 61 : 66 |
| HC Victory Regia Minsk   | Carlos Astol Jelenia Gora   | 34 : 29 (17 : 15)             | 27 : 37 (17 : 17)             | 61 : 66 |
| HC Victory Regia Minsk   | Carlos Astol Jelenia Gora   | Brest 1000 Zuschauer          | Jelenia Gora 1000 Zuschauer   | 61 : 66 |
| SSV Dornbirn/Schoren     | O.F.N. Ionias               | 01.11.08                      | 08.11.08                      | 44 : 50 |
| SSV Dornbirn/Schoren     | O.F.N. Ionias               | 21 : 22 (10 : 9)              | 23 : 28 (11 : 15)             | 44 : 50 |
| SSV Dornbirn/Schoren     | O.F.N. Ionias               | Dornbirn 500 Zuschauer        | Athen 200 Zuschauer           | 44 : 50 |
| Cankaya Beld             | ŽRK Vardar Skopje           | 01.11.08                      | 08.11.08                      | 65 : 62 |
| Cankaya Beld             | ŽRK Vardar Skopje           | 33 : 30 (14 : 16)             | 32 : 32 (16 : 16)             | 65 : 62 |
| Cankaya Beld             | ŽRK Vardar Skopje           | Ankara 600 Zuschauer          | Vinica 700 Zuschauer          | 65 : 62 |
| HC Smart                 | Megas Alexandros Giannitsa  | 07.11.08                      | 08.11.08                      | 76 : 39 |
| HC Smart                 | Megas Alexandros Giannitsa  | 40 : 19 (20 : 11)             | 36 : 20 (15 : 11)             | 76 : 39 |
| HC Smart                 | Megas Alexandros Giannitsa  | Yuzhny 500 Zuschauer          | Yuzhny 400 Zuschauer          | 76 : 39 |
| CD Gil Eanes-Lagos       | Fortissimo Cothen           | 01.11.08                      | 09.11.08                      | 52 : 50 |
| CD Gil Eanes-Lagos       | Fortissimo Cothen           | 23 : 21 (11 : 9)              | 29 : 29 (11 : 16)             | 52 : 50 |
| CD Gil Eanes-Lagos       | Fortissimo Cothen           | Lagos 700 Zuschauer           | Cothen 400 Zuschauer          | 52 : 50 |
| Pro Vital Blomberg-Lippe | LK Zug HB                   | 01.11.08                      | 08.11.08                      | 77 : 50 |
| Pro Vital Blomberg-Lippe | LK Zug HB                   | 45 : 24 (25 : 11)             | 32 : 26 (20 : 13)             | 77 : 50 |
| Pro Vital Blomberg-Lippe | LK Zug HB                   | Blomberg 500 Zuschauer        | Zug 200 Zuschauer             | 77 : 50 |
| Izmir BSB SK             | TJ Hazena Jindrichuv Hradec | 01.11.08                      | 08.11.08                      | 58 : 45 |
| Izmir BSB SK             | TJ Hazena Jindrichuv Hradec | 27 : 24 (16 : 13)             | 31 : 21 (14 : 5)              | 58 : 45 |
| Izmir BSB SK             | TJ Hazena Jindrichuv Hradec | Izmir 500 Zuschauer           | Hradec 800 Zuschauer          | 58 : 45 |
| Colegio Joao de Barros   | ŽRK Trogir                  | 01.11.08                      | 08.11.08                      | 39 : 64 |
| Colegio Joao de Barros   | ŽRK Trogir                  | 19 : 37 (7 : 19)              | 20 : 27 (12 : 13)             | 39 : 64 |
| Colegio Joao de Barros   | ŽRK Trogir                  | Pombal 500 Zuschauer          | Trogir 400 Zuschauer          | 39 : 64 |
| TV Uster                 | Cercle Dijon Bourgogne      | 01.11.08                      | 09.11.08                      | 32 : 66 |
| TV Uster                 | Cercle Dijon Bourgogne      | 19 : 35 (11 : 14)             | 13 : 31 (7 : 17)              | 32 : 66 |
| TV Uster                 | Cercle Dijon Bourgogne      | Uster 500 Zuschauer           | Dijon 1100 Zuschauer          | 32 : 66 |
| Sarti Ariosto Ferrara    | HBC Nîmes                   | 02.11.08                      | 09.11.08                      | 42 : 84 |
| Sarti Ariosto Ferrara    | HBC Nîmes                   | 20 : 37 (12 : 15)             | 22 : 47 (11 : 22)             | 42 : 84 |
| Sarti Ariosto Ferrara    | HBC Nîmes                   | Ferrara 150 Zuschauer         | Nîmes 1000 Zuschauer          | 42 : 84 |
| Zeeman Vastgoed SEW      | Thüringer HC                | 01.11.08                      | 08.11.08                      | 47 : 71 |
| Zeeman Vastgoed SEW      | Thüringer HC                | 24 : 36 (11 : 16)             | 23 : 35 (9 : 20)              | 47 : 71 |
| Zeeman Vastgoed SEW      | Thüringer HC                | Wognum 600 Zuschauer          | Bad Langensalza 800 Zuschauer | 47 : 71 |
| RK Olimpija Ljubljana    | Fram Reykjavík              | 08.11.08                      | 09.11.08                      | 78 : 50 |
| RK Olimpija Ljubljana    | Fram Reykjavík              | 42 : 23 (22 : 13)             | 36 : 27 (19 : 12)             | 78 : 50 |
| RK Olimpija Ljubljana    | Fram Reykjavík              | Ljubljana 300 Zuschauer       | Ljubljana 200 Zuschauer       | 78 : 50 |
| Podatkova Akademia Irpin | SKP HK Banská Bystrica      | 01.11.08                      | 02.11.08                      | 57 : 47 |
| Podatkova Akademia Irpin | SKP HK Banská Bystrica      | 24 : 21 (12 : 8)              | 33 : 26 (21 : 13)             | 57 : 47 |
| Podatkova Akademia Irpin | SKP HK Banská Bystrica      | Banská Bystrica 200 Zuschauer | Banská Bystrica 100 Zuschauer | 57 : 47 |
| ORK Vrnjačka Banja       | Casalgrande Padana          | 01.11.08                      | 08.11.08                      | 60 : 36 |
| ORK Vrnjačka Banja       | Casalgrande Padana          | 32 : 18 (20 : 8)              | 28 : 18 (13 : 9)              | 60 : 36 |
| ORK Vrnjačka Banja       | Casalgrande Padana          | Vrnjačka Banja 1000 Zuschauer | Casalgrande 300 Zuschauer     | 60 : 36 |
| DHC Slavia Prag          | ŽRK Jedinstvo Tuzla         | 08.11.08                      | 09.11.08                      | 46 : 47 |
| DHC Slavia Prag          | ŽRK Jedinstvo Tuzla         | 22 : 22 (13 : 10)             | 24 : 25 (10 : 14)             | 46 : 47 |
| DHC Slavia Prag          | ŽRK Jedinstvo Tuzla         | Tuzla 200 Zuschauer           | Tuzla 200 Zuschauer           | 46 : 47 |

## Achtelfinale
Es nahmen die 16 Sieger der 2. Runde teil. Die Spiele fanden vom 6.02. – 15.02.2009 statt.

### Qualifizierte Teams
| - ŽRK Jedinstvo Tuzla - ŽRK Trogir - Cercle Dijon Bourgogne - HBC Nîmes - Pro Vital Blomberg-Lippe - Thüringer HC - O.F.N. Ionias - Carlos Astol Jelenia Gora | - CD Gil Eanes-Lagos - RK Olimpija Ljubljana - ORK Vrnjačka Banja - ŽRK Knjaz Milos - Cankaya Beld - Izmir BSB SK - HC Smart - Podatkova Akademia Irpin |

### Ausgeloste Spiele & Ergebnisse
| Mannschaft 1             | Mannschaft 2              | Hinspiel                     | Rückspiel                     | Gesamt  |
| ------------------------ | ------------------------- | ---------------------------- | ----------------------------- | ------- |
| ORK Vrnjačka Banja       | Carlos Astol Jelenia Gora | 07.02.09                     | 08.02.09                      | 73 : 48 |
| ORK Vrnjačka Banja       | Carlos Astol Jelenia Gora | 34 : 29 (16 : 12)            | 39 : 19 (16 : 11)             | 73 : 48 |
| ORK Vrnjačka Banja       | Carlos Astol Jelenia Gora | Vrnjačka Banja 800 Zuschauer | Vrnjačka Banja 600 Zuschauer  | 73 : 48 |
| Pro Vital Blomberg-Lippe | Cankaya Beld              | 14.02.09                     | 15.02.09                      | 90 : 50 |
| Pro Vital Blomberg-Lippe | Cankaya Beld              | 49 : 22 (24 : 11)            | 41 : 28 (23 : 10)             | 90 : 50 |
| Pro Vital Blomberg-Lippe | Cankaya Beld              | Blomberg 400 Zuschauer       | Blomberg 300 Zuschauer        | 90 : 50 |
| Izmir BSB SK             | HC Smart                  | 14.02.09                     | 15.02.09                      | 56 : 50 |
| Izmir BSB SK             | HC Smart                  | 28 : 25 (15 : 12)            | 28 : 25 (15 : 13)             | 56 : 50 |
| Izmir BSB SK             | HC Smart                  | Izmir 500 Zuschauer          | Izmir 500 Zuschauer           | 56 : 50 |
| Cercle Dijon Bourgogne   | ŽRK Knjaz Milos           | 13.02.09                     | 14.02.09                      | 60 : 41 |
| Cercle Dijon Bourgogne   | ŽRK Knjaz Milos           | 27 : 23 (13 : 13)            | 33 : 18 (16 : 8)              | 60 : 41 |
| Cercle Dijon Bourgogne   | ŽRK Knjaz Milos           | Dijon 1200 Zuschauer         | Dijon 1300 Zuschauer          | 60 : 41 |
| HBC Nîmes                | Podatkova Akademia Irpin  | 06.02.09                     | 07.02.09                      | 75 : 33 |
| HBC Nîmes                | Podatkova Akademia Irpin  | 38 : 18 (22 : 11)            | 37 : 15 (15 : 8)              | 75 : 33 |
| HBC Nîmes                | Podatkova Akademia Irpin  | Nîmes 600 Zuschauer          | Nîmes 1000 Zuschauer          | 75 : 33 |
| ŽRK Trogir               | CD Gil Eanes-Lagos        | 07.02.09                     | 15.02.09                      | 59 : 52 |
| ŽRK Trogir               | CD Gil Eanes-Lagos        | 34 : 26 (13 : 13)            | 25 : 26 (13 : 12)             | 59 : 52 |
| ŽRK Trogir               | CD Gil Eanes-Lagos        | Trogir 400 Zuschauer         | Lagos 800 Zuschauer           | 59 : 52 |
| ŽRK Jedinstvo Tuzla      | RK Olimpija Ljubljana     | 08.02.09                     | 09.02.09                      | 38 : 74 |
| ŽRK Jedinstvo Tuzla      | RK Olimpija Ljubljana     | 21 : 37 (9 : 18)             | 17 : 37 (10 : 13)             | 38 : 74 |
| ŽRK Jedinstvo Tuzla      | RK Olimpija Ljubljana     | Ljubljana 700 Zuschauer      | Ljubljana 400 Zuschauer       | 38 : 74 |
| O.F.N. Ionias            | Thüringer HC              | 07.02.09                     | 14.02.09                      | 54 : 57 |
| O.F.N. Ionias            | Thüringer HC              | 25 : 26 (11 : 10)            | 29 : 31 (15 : 16)             | 54 : 57 |
| O.F.N. Ionias            | Thüringer HC              | Athen 300 Zuschauer          | Bad Langensalza 800 Zuschauer | 54 : 57 |

## Viertelfinale
Es nahmen die 8 Sieger des Achtelfinales teil. Die Spiele fanden vom 13. – 22. März 2009 statt.

### Qualifizierte Teams
| - ŽRK Trogir - Cercle Dijon Bourgogne - HBC Nîmes - Pro Vital Blomberg-Lippe | - Thüringer HC - RK Olimpija Ljubljana - ORK Vrnjačka Banja - Izmir BSB SK |

### Ausgeloste Spiele & Ergebnisse
| Mannschaft 1          | Mannschaft 2             | Hinspiel                      | Rückspiel                     | Gesamt  |
| --------------------- | ------------------------ | ----------------------------- | ----------------------------- | ------- |
| HBC Nîmes             | Cercle Dijon Bourgogne   | 13.03.09                      | 22.03.09                      | 55 : 43 |
| HBC Nîmes             | Cercle Dijon Bourgogne   | 27 : 21 (16 : 11)             | 28 : 22 (11 : 12)             | 55 : 43 |
| HBC Nîmes             | Cercle Dijon Bourgogne   | Nîmes 1200 Zuschauer          | Dijon 1800 Zuschauer          | 55 : 43 |
| ORK Vrnjačka Banja    | Thüringer HC             | 14.03.09                      | 21.03.09                      | 59 : 63 |
| ORK Vrnjačka Banja    | Thüringer HC             | 27 : 28 (14 : 15)             | 32 : 35 (13 : 19)             | 59 : 63 |
| ORK Vrnjačka Banja    | Thüringer HC             | Vrnjačka Banja 1200 Zuschauer | Bad Langensalza 800 Zuschauer | 59 : 63 |
| RK Olimpija Ljubljana | Pro Vital Blomberg-Lippe | 14.03.09                      | 15.03.09                      | 54 : 63 |
| RK Olimpija Ljubljana | Pro Vital Blomberg-Lippe | 30 : 29 (16 : 14)             | 24 : 34 (13 : 15)             | 54 : 63 |
| RK Olimpija Ljubljana | Pro Vital Blomberg-Lippe | Ljubljana 300 Zuschauer       | Ljubljana 300 Zuschauer       | 54 : 63 |
| Izmir BSB SK          | ŽRK Trogir               | 15.03.09                      | 21.03.09                      | 57 : 56 |
| Izmir BSB SK          | ŽRK Trogir               | 33 : 26 (18 : 14)             | 24 : 30 (10 : 16)             | 57 : 56 |
| Izmir BSB SK          | ŽRK Trogir               | Izmir 800 Zuschauer           | Trogir 800 Zuschauer          | 57 : 56 |

## Halbfinale
Es nahmen die 4 Sieger aus dem Viertelfinale teil. Die Spiele fanden vom 11. bis 19. April 2009 statt.

### Qualifizierte Teams
| - HBC Nîmes - Pro Vital Blomberg-Lippe | - Thüringer HC - Izmir BSB SK |

### Ausgeloste Spiele & Ergebnisse
| Mannschaft 1             | Mannschaft 2 | Hinspiel                      | Rückspiel            | Gesamt  |
| ------------------------ | ------------ | ----------------------------- | -------------------- | ------- |
| Thüringer HC             | Izmir BSB SK | 11.04.09                      | 19.04.09             | 61 : 60 |
| Thüringer HC             | Izmir BSB SK | 34 : 28 (18 : 15)             | 27 : 32 (15 : 14)    | 61 : 60 |
| Thüringer HC             | Izmir BSB SK | Bad Langensalza 900 Zuschauer | Izmir 2000 Zuschauer | 61 : 60 |
| Pro Vital Blomberg-Lippe | HBC Nîmes    | 11.04.09                      | 19.04.09             | 47 : 48 |
| Pro Vital Blomberg-Lippe | HBC Nîmes    | 23 : 22 (12 : 10)             | 24 : 26 (11 : 12)    | 47 : 48 |
| Pro Vital Blomberg-Lippe | HBC Nîmes    | Blomberg 500 Zuschauer        | Nîmes 2000 Zuschauer | 47 : 48 |

## Finale
Es nahmen die 2 Sieger aus dem Halbfinale teil. Das Hinspiel fand am 10. Mai 2009 statt. Das Rückspiel fand am 16. Mai 2009 statt.

### Qualifizierte Teams
| - HBC Nîmes | - Thüringer HC |

### Ausgeloste Spiele & Ergebnisse
| Mannschaft 1 | Mannschaft 2 | Hinspiel             | Rückspiel             | Gesamt  |
| ------------ | ------------ | -------------------- | --------------------- | ------- |
| HBC Nîmes    | Thüringer HC | 10.05.09             | 16.05.09              | 56 : 47 |
| HBC Nîmes    | Thüringer HC | 26 : 22 (15 : 14)    | 30 : 25 (10 : 10)     | 56 : 47 |
| HBC Nîmes    | Thüringer HC | Nîmes 3000 Zuschauer | Erfurt 2700 Zuschauer | 56 : 47 |